# Santaella
Santaella is een gemeente in de Spaanse provincie Córdoba in de regio Andalusië met een oppervlakte van 272 km². In 2007 telde Santaella 6022 inwoners.

## Demografische ontwikkeling
Bron: INE, 1857-2011: volkstellingen
Opm.: In 1857 werden San Sebastián de los Ballesteros en La Victoria zelfstandige gemeenten